# Desultor

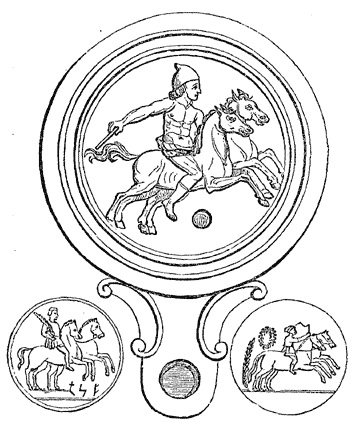
Três figuras de desultores, a primeira de uma lâmpada de bronze, publicada por Bartoli (Antiche Lucerne Sepolcrali, i.24), as outras de moedas. Em todas, o corredor porta um pileu, ou capa de feltro, e seu cavalo está sem sela. Estes exemplos provam que ele utilizava tanto chicotes como rédeas. Sobre as moedas também se observa a coroa de flores e ramo de palma como estandarte de vitória.

Anábata (em grego: αναβάτης; romaniz.: anabátes), metábata (em grego: μεταβάτης; romaniz.: metabátes) ou des(s)ultor (em latim: desultor) são termos empregados para designar um cavaleiro que faz volteio passando de um cavalo ao outro. Tão cedo quanto o tempos homérico, encontra-se a descrição de um homem que mantém quatro cavalos lado a lado em pleno galope, e salta de um ao outro, em meio a uma multidão de espectadores admirando. Em sua análise da Ilíada homérica, Eustácio de Tessalônica assegura que os corredores podiam ter até seis cavalos lado a lado.
Nos Jogos Olímpicos, por conseguinte, os anábatas disputavam o prêmio com dois cavalos. Nos jogos do circo romano, este esporte também foi popular. O desultor romano geralmente cavalgou apenas dois cavalos ao mesmo tempo, sentando sobre eles sem uma sela, e saltando em cima de qualquer um deles a seu gosto. Ele trajou um chapéu ou capa feita de feltro. O gosto por estes exercícios foi levado para uma tão grande medida que jovens das mais altas posições apenas dirigiram bigas e quadrigas no circo, mas exibiram estes feitos de equitação.
Entre outras nações, este nível de destreza equestre foi aplicada para questões de guerra. Tito Lívio menciona uma tropa de cavalaria no exército númida, na qual cada soldado foi auxiliado com um par de cavalos, e no calor da batalha, e quando vestido com a armadura, pularia com a maior facilidade e celeridade de um cavalo que estava cansado ou incapaz, nas costas do outro que ainda estava são e descansado. Citas, armênios e alguns indianos eram habilidosos na mesma arte.